# Neamblysomus
Neamblysomus és un gènere de talps daurats endèmics del Transvaal (Sud-àfrica). Tenen un aspecte similar al dels talps, tot i que no hi estan directament emparentats.
El grup conté dues espècies:
- Talp daurat de Juliana (Neamblysomus julianae)
- Talp daurat de Gunning (Neamblysomus gunningi)